# Live tapes
Live tapes is een livealbum van Barclay James Harvest (BJH). 

## Inleiding
Voor Europa was het in sommige landen na Barclay James Harvest Live al het tweede livealbum, maar bijvoorbeeld voor  de Verenigde Staten was het het eerste livealbum, Live was daar niet uitgebracht. In Duitsland volgde BJH Live oorspronkelijk uitgegeven in 1974 pas in 1976. Polydor wilde daarom in eerste instantie een livealbum (en videoalbum) voor de Amerikaanse markt; werktitel werd Caught Live. Met de toenemende populariteit in Duitsland keerde het tij; er werd geopteerd voor een wereldwijd uit te brengen album. Dat had wel als gevolg dat er wat recentere nummers op het album moesten komen, anders zou het te veel op Live gaan lijken. Sommige nummers sneuvelden daarom en werden door vier nieuwere tracks (Poor man’s Moody Blues, Hard hearted woman, Taking me higher en Hymn) vervangen. Uiteindelijk verdween een Amerikaanse persing geheel uit beeld.
In die jaren kwam een grote concurrent van BJH Moody Blues ook met een livealbum Caught Live + 5, dus werd de titel van het BJH-album nog aangepast; die van de film bleef Caught live. BJH wilde niet weer aangeduid worden als een tweedehands Moody Blues (Poor man’s Moody Blues).

## Musici
- John Lees – zang, gitaar
- Les Holroyd – zang, basgitaar, akoestische gitaar, slaggitaar
- Woolly Wolstenholme – zang, toetsen
- Mel Pritchard – drumstel, percussie

## Muziek
| Nr. | Titel                  | Duur |
| --- | ---------------------- | ---- |
| 1.  | Child of the universe  | 6:38 |
| 2.  | Rock 'n' roll star     | 5:03 |
| 3.  | Poor man's Moody Blues | 7:04 |

| Nr. | Titel              | Duur |
| --- | ------------------ | ---- |
| 1.  | Mocking bird       | 7:20 |
| 2.  | Hard hearted woman | 4:35 |
| 3.  | One night          | 6:25 |

| Nr. | Titel            | Duur |
| --- | ---------------- | ---- |
| 1.  | Taking me higher | 4:25 |
| 2.  | Suicide          | 6:45 |
| 3.  | Crazy city       | 4:35 |
| 4.  | Jonathan         | 5:53 |

| Nr. | Titel           | Duur |
| --- | --------------- | ---- |
| 1.  | For no one      | 5:50 |
| 2.  | Polk Street rag | 5:40 |
| 3.  | Hymn            | 5:40 |

## Nasleep
Het album verkocht net als de studioalbum van BJH rond die tijd vooral in Duitsland goed; het haalde er de 33e plaats in de albumlijst.
Het album kreeg ook in de 21e eeuw een reeks heruitgaven, waarbij die van Eclectic discs (2006) de weggelaten nummers (The world goes on, Medicine man en Hymn for the children) terugkwamen. Dan blijkt ook dat niet meer bekend was welk nummer waar was opgenomen; wel stond de mobiele studio bij de concerten van 14 oktober 1976 (Liverpool Empire), 19 oktober 1976 (Hammersmith Odeon) en 24 oktober (Fairfield Halls). De nieuwere tracks uit 1977 werden opgenomen tijdens een volgende tournee door Engeland en Duitsland.  